# Marmon-Herrington Armoured Car
A South African Reconnaissance Car vagy közismertebb nevén Marmon-Herrington Armoured Car Dél-Afrikában gyártott páncélgépkocsi sorozat, melyet a brit hadsereg használt a második világháború alatt.

## Történet
1938-ban a dél-afrikai kormány elrendelte egy páncélgépkocsi kifejlesztését. A háború kitörése után a Ford három tonnás teherautójának alvázát választották alapul. Mivel az ország nem rendelkezett gépkocsigyártó iparral, sok alkatrészt külföldről kellett importálni. Az alváz részeit a kanadai Fordtól vásárolták, a négykerékhajtást biztosító rendszert az amerikai Marmon-Herringtontól szerezték be hozzá (innen a jelölése), az angol gyártmányú fegyverzetet (kivéve az amerikai gyártmányú Browning géppuskát) és a páncéllemezeket a dél-afrikai Iron & Steel Industrial Corporation, ISCOR készítette. A végszerelést a Dorman Long társaság helyi ágazata végezte.
Az első változat, a South African Reconnaissance Vehicle Mk I, 1940-ben lépett hadrendbe. A típus hosszú tengelytávolságú, négykerekű kivitelű, de csak egy tengelye volt meghajtva. Fegyverzete két darab Vickers géppuska volt: egy a toronyban, egy pedig a páncéltest bal oldalába volt elhelyezve. A jármű hátulján két nagy ajtót helyeztek el. Elsősorban a nyugati sivatagban vetették be az olasz erők ellen, illetve kiképzésre is használták. Néhányat Görögországnak is juttattak, ahol részt vettek a németek elleni harcokban, itt azonban elégtelen teljesítményt produkált a német erők ellen.
Az Mk II már rövidebb tengelytávolsággal készült és összkerékmeghajtású volt a Marmon-Herrington készletnek köszönhetően. Angol megnevezése a Armoured Car, Marmon-Herrington Mk II volt. Az Mk I gyártását folytatták (egészen az 1940-es év végéig), amíg az Amerikából érkező alkatrészek szállítása meg nem oldódott. Brit szolgálatban a sivatagban Bren könnyű géppuskával és Boys-páncéltörő puskával szerelték fel; a dél-afrikai hadseregben viszont Vickers géppuskákat kapott.
Az Mk II-est és az Mk III-ast folyamatosan használták az észak-afrikai hadjárat folyamán, főleg felderítési feladatokra, mivel ez volt az egyetlen páncélgépkocsi, ami kielégítő darabszámban állt rendelkezésre, illetve közkedvelt volt megbízhatósága miatt, igaz páncélzata nem volt elegendő. Alap fegyverzetük a következő volt: egy 0,55 hüvelykes Boys-páncéltörő puska a toronyban, egy párhuzamosított Bren könnyű géppuska és egy vagy két darab géppuska légvédelmi feladatra.
Miután a hadjárat folyamán nagy számban zsákmányoltak fegyvereket, a járműveket módosították ezek használatához. A felhasznált fegyverek között volt az olasz 20 mm-es Breda gépágyú és a 47 mm-es Breda löveg, a német 3,7 cm-es PaK 36 és a 2,8 cm-es sPzB 41 lövegek, a francia 25 mm-es löveg, a 20 mm-es Oerlikon gépágyú és a brit két fontos páncéltörő löveg. Mivel az utóbbi beszereléséhez nem volt elegendő hely a toronyban, így azt eltávolították, a személyzet védelmét pedig a lövegpajzs biztosította. Más járműveket tüzérségi megfigyelő járművé, sebesültszállítóvá, parancsnoki járművé, javítójárművé és a RAF számára összekötő járművé alakították.
A Mark III típust jobb páncélzattal akarták ellátni. Ennek érdekében csökkentették a páncéltest és az alváz méretét, így a tengelytáv is rövidebb lett. A gyártás 1942-es leállításáig több, mint kétezer darab Mk III készült.
1943 márciusában a teljesen újratervezett Mk IV/Mk IVF került gyártásra. Önhordó alvázat kapott, motorját hátul helyezték el, a toronyba egy 2 fontos löveget és egy párhuzamosított 0.3-as Browning géppuskát szereltek be. Mivel a Marmon-Herrington készletből nem kaptak eleget, az F típusnál a kanadai Ford hajtását használták. További változatokat is terveztek, de ezek egyike sem lépte túl a prototípus fázist. Ekkoriban fejeződött be az észak-afrikai hadjárat, majd vette kezdetét az olaszországi hadjárat, ahol a hegyvidékes környezetben nem tudták hatékonyan alkalmazni a páncélgépkocsikat, majd az 1943-as év végén Nagy-Britannia és a Nemzetközösség hadseregei elegendő számú páncélautót kaptak egyéb forrásoktól.
Összesen 5746 darab Marmon-Herrington Armoured Car készült. Ebből nagyjából 4500 darabot használtak a dél-afrikai egységek, a többit a brit, indiai, új-zélandi, görög, szabad francia, lengyel és belga erők használták. A második világháború után néhányat Jordániának adtak, ezeket az 1948-as arab-izraeli háborúban vetette be az Arab Légió. Az Mk IVF típust bevetették az 1974 július-augusztus között zajlott Ciprus 1974-es török megszállásakor, ahol a Ciprusi Nemzeti Gárda vetette be. A görög hadsereg az 1990-es években az Égei-tenger szigetein használta a Marmon-Herrington páncélautókat. Végül a VBL páncélozott harcjárművek bevezetésével kivonták a szolgálatból a hat évtizeddel korábban hadrendbe állított páncélautókat.

## Változatok

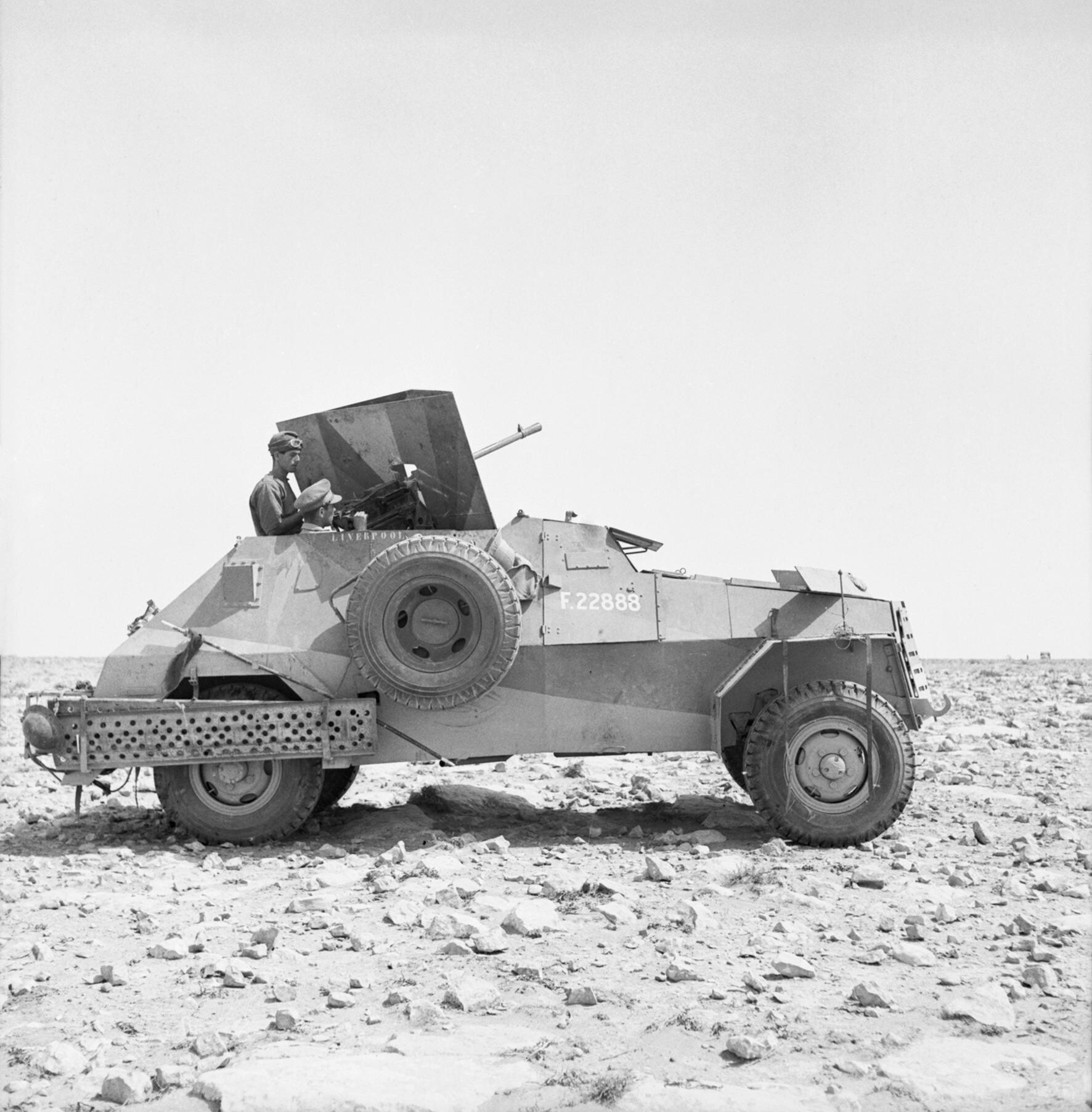
Mk II egy olasz Breda 20 mm-es gépágyúval Tobruk közelében, 1941. május 8.

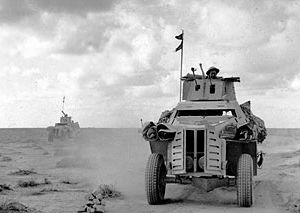
Marmon-Herrington páncélgépkocsik járőrözés közben a nyugati sivatagban, 1941. november 28.

- Mk I (1940) – kétkerékmeghajtású, két darab Vickers géppuskával felszerelt típus, melyből 113 darab készült.
- Mk II (1941) – meghosszabbított alváz, összkerékmeghajtás. A korai járművek fegyverzete megegyezett az Mk I fegyverzetével. A később készülteket már ellátták Boys-páncéltörő puskával és Bren géppuskával. A páncéltestet a korai változatokon szegecselték, majd áttértek a hegesztésre. 887 darab készült.
- Mk III (1941) – hasonló a kései gyártású Mk II-höz, valamivel rövidebb tengelytávolsággal. A későbbi típusokon egy egyszárnyú ajtót használtak, elhagyták a hűtőrács és a fényszóró fedél alkalmazását. 2630 darab készült.
  - Mk IIIA – a tornyot eltávolították, helyére két darab .303 űrméretű Vickers K géppuskát szereltek fel.
- Mk IV (1943) – teljesen újratervezett típus, habár megmaradt a motor és a Marmon-Herrington alkatrészek. A hátul elhelyezett motort és a sebességváltót közvetlenül a hegesztett páncéltestbe csavarozták. A páncélzat továbbra is vékony, elöl mindössze 12 mm, máshol 6 mm vastagságú volt. A 2 fontos löveget a kétszemélyes toronyba helyezték. A későbbi gyártmányokon megjelent egy párhuzamosított Browning géppuska. A légvédelmi célra szánt Vickers vagy Browning géppuskát a tetőre szerelték. Több, mint 2000 darab készült.
  - Mk IVF (1943) – a Marmon-Herrington készlet beszerzési nehézségei miatt ez a változat a kanadai Ford F60L négykerékmeghajtású három tonnás teherautó alvázán alapszik. 1200 darab készült.
- South African Heavy Armoured Car Mark V (1942) – Az Mk V nyolckerekű kivitelben készült, válaszképpen a németek nyolckerekű páncélautóira (Schwerer Panzerspähwagen). A meghajtásról két darab Albion hathengeres motor gondoskodott. A motorok a két középső tengelyt hajtották meg. A prototípus gyenge teljesítményt produkált sivatagi körülmények között, majd mindkét motorját a jármű hátuljába helyezték át. Habár erősen páncélozott volt, súlya meghaladta a 16 tonnát, ebből kifolyólag teljesítménye nagyon gyenge volt, ezért a fejlesztést leállították. A jármű fegyverzete egy 6 fontos löveg volt és ellátták köténypáncélzattal is. Mindössze egy darab prototípus készült.
- Mk VI (1943) – Az Mk VI szintén nyolckerekű tervezet volt. Meghajtásáról két darab Mercury V8 motor gondoskodott, összkerékmeghajtású volt, az első és hátsó kerékpárt lehetett kormányozni. Kék prototípus készült, az egyiket egy 2 fontos löveggel, a másikat egy 6 fontos löveggel fegyverezték fel, nyitott tetejű, háromfős toronnyal, melyet elektromosan forgattak és 10-30 mm vastag döntött páncélzattal borítottak. További két-három géppuskát is szereltek a járműbe. A 2 fontos löveggel felszerelt prototípust elküldték az Egyesült Királyságba értékelésre, ahol a sebességváltót megbízhatatlannak vélték. A 2 fontos változat most a Bovington Harckocsimúzeumban, a másik Dél-Afrikában van.
- Mk VII – az Mk IIIA továbbfejlesztett változata, de a fejlesztést leállították az első prototípusok legyártása után. Fegyverzete egy Vickers géppuska volt.
- Mk VIII – hasonló az Mk III-hoz, de 2 fontos löveggel szerelték fel, melyet egy nagyobb toronyba helyeztek. A fejlesztést 1943-ban állították le, mivel fegyverzete már elavultnak számított.

## Fordítás
- Ez a szócikk részben vagy egészben  a   Marmon-Herrington Armoured Car című angol Wikipédia-szócikk ezen változatának fordításán alapul.  Az eredeti cikk szerkesztőit annak laptörténete sorolja fel. Ez a jelzés csupán a megfogalmazás eredetét és a szerzői jogokat jelzi, nem szolgál a cikkben szereplő információk forrásmegjelöléseként.